# Georgi Atanasov
Georgi Ivanov Atanasov (bulharsky Георги Иванов Атанасов; 25. července 1933 Părvomaj – 31. března 2022, Sofie) byl bulharský politik, vedoucí člen Bulharské komunistické strany a v letech 1986 až 1990 předseda vlády.

## Politická kariéra
Atanasov podpořil sesazení Todora Živkova jako předsedy Státní rady a připojil se k opozici v čele s Petarem Mladenovem. V listopadu 1992 byl odsouzen na deset let vězení za zpronevěru, ale v roce 1994 byl omilostněn.